# 郭大进
郭大进（1974年10月—），男，汉族，安徽安庆人，中华人民共和国政治人物，中国共产党党员，第十三届全国人民代表大会云南省代表。

## 生平
1996年毕业于西安公路交通大学公路系公路与城市道路工程专业，后进入交通部公路科学研究所工作。
2012年11月，任云南省交通运输厅副厅长。
2014年12月，任中共昭通市委常委、昭通市人民政府常务副市长。2015年11月，任昭通市市长。2021年3月任中共昭通市委书记。
2018年，郭大进被选为云南省出席第十三届全国人民代表大会代表。
2023年1月14日，当选云南省副省长。